# Дивертикул мочевого пузыря
Дивертикул мочевого пузыря — мешковидное выпячивание стенки мочевого пузыря. Врождённые дивертикулы обычно одиночные, располагаются на заднебоковой стенке, соединяются с основной полостью пузыря длинной шейкой. Приобретённые зачастую имеют множественный характер.

## Причины заболевания
Врождённый («истинный») дивертикул мочевого пузыря является аномалией развития. Его стенка состоит из тех же слоёв, что и мочевой пузырь.
Приобретённый («ложный») дивертикул развивается при повышении давления в мочевом пузыре на фоне заболеваний, сопровождающихся затруднением опорожнения мочевого пузыря — инфравезикальной обструкции. При этом на фоне высокого давления в мочевом пузыре первоначально развивается гипертрофия мышечной стенки. Однако со временем компенсаторные возможности исчерпываются и вслед за гипертрофией развивается атрофия. Повреждённые мышечные волокна расходятся, а слизистая оболочка выпячивается наружу. Отличительной особенностью приобретённого дивертикула является отсутствие мышечного слоя в составе его стенки.

## Диагностика
Диагноз основывается на жалобах пациента, цистографии, экскреторной урографии и ультразвуковом исследовании.

#### Симптомы
Больные отмечают чувство неполного опорожнения пузыря, двукратное мочеиспускание, при этом моча становится мутной. В дивертикулах могут образовываться камни и опухоли.

## Лечение
Лечение хирургическое, если дивертикулы являются причиной цистита и задержки мочи. Прогноз благоприятный. Также следует понимать, что тактика лечения приобретённого дивертикула обязательно должна включать меры, направленные на устранение причины инфравезикальной обструкции.